# Rio Do Café
Rio Do Café (Voorheen River Splash en Gold Rush River) is een boomstamattractie in het Belgische dieren- en attractiepark Bellewaerde. De attractie bevindt zich in het themagebied Mundo Amazonia.

## Gegevens
De baan opende in 1980 en werd gebouwd door Reverchon Industries. De boten hebben ruimte voor 6 à 7 inzittenden, maar men beveelt 5 personen per boot aan, zo is de rit het meest comfortabel. De attractie is vrij toegankelijk vanaf 120 cm, tussen 90 en 120 cm is begeleiding van een volwassene vereist.

## Renovatie 2015
In de zomer van 2013 deed het gerucht de ronde dat het horecapunt onder de River Splash, het Buffalo Steak House (dat in 2014 werd hernoemd naar Texas Grill) en de River Splash zelf zouden worden afgebroken, en dat er een gelijkaardige attractie en een nieuw horecapunt zouden worden teruggebouwd. Dat werd echter nooit bevestigd door het park. Begin 2015 werd het Buffalo Steak House zonder voorafgaande melding van het park dan toch afgebroken, alsook een deel van de baan van de River Splash op die plaats. Diezelfde baan werd echter teruggeplaatst en werd in tegenstelling tot het restaurant, dat van nul werd heropgebouwd, niet vernieuwd.

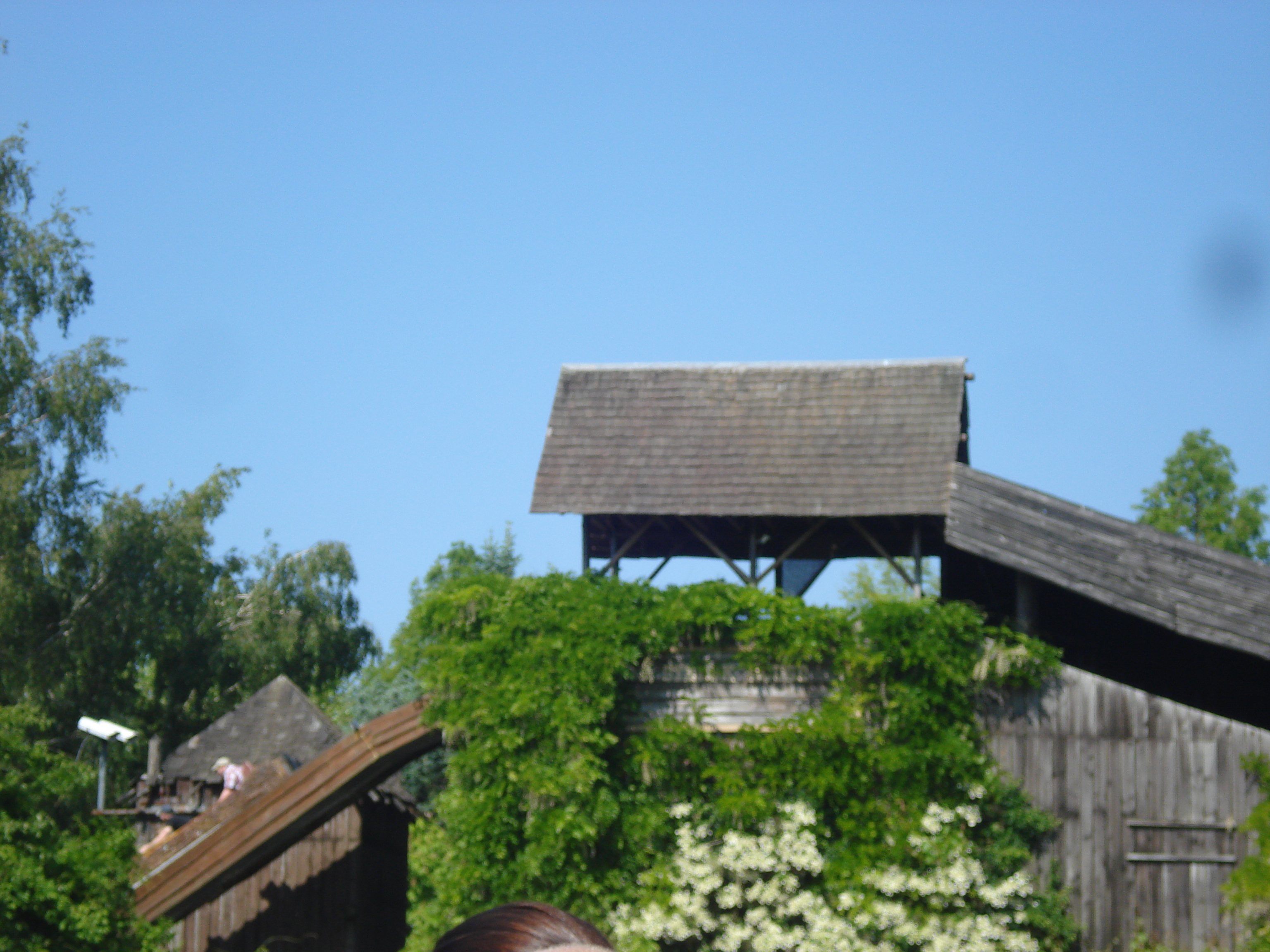
De afdaling van River Splash boven het Buffalo Steak House, zicht vanuit het Mexicoplein

## Halloween
Tijdens de Halloweenperiode wordt de anders halfopen lifthill afgesloten met zwarte plastiek waardoor het er pikdonker is. Dit geeft de mogelijkheid om lasereffecten toe te voegen. Verder is het hele traject aangekleed met skeletten en staan er tussen het station en de Texas Grill enkele machines die kleine vuurballen spuwen.
Afbeeldingen